# Domperidone
Il domperidone è un farmaco antiemetico e procinetico, appartenente alla classe degli antagonisti periferici dei recettori dopaminergici.

## Farmacocinetica
Il domperidone, dopo somministrazione orale, viene rapidamente assorbito, raggiungendo un picco di concentrazione plasmatica dopo 30-60 minuti. Presenta tuttavia una bassa biodisponibilità, dovuta all'esteso metabolismo di primo passaggio a livello della parete intestinale e del fegato. Essendo scarsamente liposolubile, il domperidone attraversa solo in minima parte la barriera ematoencefalica: ciò ne limita l'azione a livello del sistema nervoso centrale. Il metabolismo epatico avviene mediante reazioni di idrossilazione (catalizzata da CYP3A4, CYP1A2 e CYP2E1) e N-dealchilazione (catalizzata da CYP3A4).

## Farmacodinamica
Agisce principalmente come antagonista dei recettori dopaminergici D2, sia a livello della parete gastrica, sia nella zona chemiocettrice di innesco del vomito (CTZ), situata nell'area postrema del IV ventricolo cerebrale.

## Impiego clinico
Il domperidone è indicato soprattutto nel trattamento del vomito da cause periferiche (legate alla ridotta motilità dell'apparato gastroenterico) e della dispepsia. È inoltre impiegato nel trattamento del reflusso gastroesofageo in età pediatrica. Vista la scarsa capacità di questo farmaco di attraversare la barriera emato-encefalica, può essere utilizzato anche nel controllo del vomito indotto da farmaci dopaminergici nella terapia della malattia di Parkinson. Sebbene in linea di massima il produttore ne sconsigli l'utilizzo durante l'allattamento, esso trova anche impiego come galattogogo, proprio in virtù del suo agonismo nei confronti della secrezione periferica della prolattina.
Da alcuni anni è stato sperimentato con ottimi risultati l'uso del principio attivo al fine della prevenzione e della cura della Leishmaniosi animale nel cane.

## Effetti avversi
Il blocco dei recettori dopaminergici da parte del domperidone può determinare aumento della secrezione di prolattina da parte dell'ipofisi, con insorgenza di amenorrea e galattorrea nella donna, impotenza e ginecomastia nell'uomo. 
L'uso di domperidone nei neonati è stato associato, in alcuni studi, ad un prolungamento dell'intervallo QT dell'ECG, potenzialmente responsabile di gravi aritmie ventricolari e di morte cardiaca improvvisa. Altri studi, però, smentiscono tale associazione.

## Avvertenze
Pazienti pediatrici: il domperidone deve essere somministrato con cautela nei pazienti pediatrici perché i dati di letteratura relativi all'uso del farmaco in questa classe di pazienti per il trattamento del vomito acuto e del reflusso gastroesofageo sono limitati e controversi in rapporto al rischio di reazioni avverse. La somministrazione del domperidone deve quindi essere valutata caso per caso. In particolare, nei bambini con peso inferiore a 15 kg è possibile che l'impiego delle formulazioni farmaceutiche disponibili in commercio, in particolare quelle per la somministrazione rettale, possa esporre i bambini più piccoli a sovradosaggio.